# Something Changed
«Something Changed» — четвёртый и последний сингл с альбома Different Class рок-группы Pulp, вышедший в году 1996 с двумя разными обложками, но одинаковыми песнями. Он достиг 10-й позиции в британском чарте синглов. Заглавная песня включена в альбом Hits, изданный в 2002. Би-сайд, «Mile End», использован в фильме На игле.

## Список композиций
1. «Something Changed»
2. «Mile End»
3. «F.E.E.L.I.N.G.C.A.L.L.E.D.L.O.V.E» (Moloko mix)
4. «F.E.E.L.I.N.G.C.A.L.L.E.D.L.O.V.E» (live at the Brixton Academy)

Оригинальная версия «F.E.E.L.I.N.G.C.A.L.L.E.D.L.O.V.E.» записана на альбоме Different Class.